# De eindafrekening 1990
De eindafrekening 1990 is de lijst van nummers die het tijdens het jaar 1990 het best hebben gedaan in de Afrekening, de wekelijkse lijst van Studio Brussel.
| Nummer | Artiest            | Titel                      |
| ------ | ------------------ | -------------------------- |
| 1      | The Scabs          | Hard Times                 |
| 2      | De Kreuners        | Ik Wil Je                  |
| 3      | Sinéad O'Connor    | Nothing Compares 2 U       |
| 4      | Something Happens  | Parachute                  |
| 5      | Pixies             | Velouria                   |
| 6      | The Scene          | Blauw                      |
| 7      | Nick Cave          | Ship Song                  |
| 8      | The Scene          | Rigoureus                  |
| 9      | Iggy Pop           | Candy                      |
| 10     | The Scabs          | I Need You                 |
| 11     | Midnight Oil       | Blue Sky Mine              |
| 12     | Sinéad O'Connor    | The Emperor's New Clothes  |
| 13     | Vaya Con Dios      | What's a Woman             |
| 14     | The Scabs          | Time                       |
| 15     | The Radios         | Gimme Love                 |
| 16     | Gary Moore         | Still Got The Blues        |
| 17     | Morrissey          | November Spawned A Monster |
| 18     | The Sundays        | Can't Be Sure              |
| 19     | Happy Mondays      | Step On                    |
| 20     | Arno               | Lonesome Zorro             |
| 21     | Noordkaap          | Arme Joe                   |
| 22     | The Charlatans     | The Only One I Know        |
| 23     | The B-52's         | Roam                       |
| 24     | The Cure           | Pictures Of You            |
| 25     | Bryan Adams        | Summer Of '69              |
| 26     | Clouseau           | Domino                     |
| 27     | Tröckener Kecks    | Met hart en ziel           |
| 28     | Hugo Matthysen     | Blankenberge               |
| 29     | The Rolling Stones | Paint It, Black            |
| 30     | Michael Penn       | No Myth                    |

1985 · 1986 · 1987 · 1988 · 1989 · 1990 · 1991 · 1992 · 1993 · 1994 · 1995 · 1996 · 1997 · 1998 · 1999 · 2000 · 2001 · 2002 · 2003 · 2004 · 2005 · 2006 · 2007 · 2008 · 2009 · 2010 · 2011 · 2012 · 2013 · 2014